# Roswell (Georgia)
Roswell es una ciudad ubicada en el condado de Fulton en el estado estadounidense de Georgia. En el año 2020 tenía una población de 92,833 habitantes.

## Geografía
Roswell se encuentra ubicada en las coordenadas 34°2′2″N 84°20′39″O / 34.03389, -84.34417 (34.033896, -84.344028).
Según la Oficina del Censo, la localidad tiene un área total de 100 km² (38,6 mi²), de la cual 98,5 km² (38,0 mi²) es tierra y 1,5 km² (1 mi²) (1.50%) es agua.

## Demografía
Según la Oficina del Censo en 2000 los ingresos medios por hogar en la localidad eran de $73,469, y los ingresos medios por familia eran $103,698. Los hombres tenían unos ingresos medios de $72,754 frente a los $45,979 para las mujeres. La renta per cápita para la localidad era de $40,106. 